# Carla Akotirene
Carla Akotirene, Carla Adriana da Silva Santos, nascida em (Salvador-Bahia, 05 de Maio de 1980) é uma militante, pesquisadora, autora e colunista no tema feminismo negro no Brasil. Carla é professora assistente na Universidade Federal da Bahia (UFBA), e frequentemente citada pela sua investigação sobre interseccionalidade.

## Percurso
Carla Akotirene estudou, entre 1998 e 1999, Patologia Clínica no Instituto Anísio Teixeira (IAT). Na altura, esteve envolvida nos seguintes projetos e ações: Núcleo de estudantes negras Matilde Ribeiro; Conselho de Desenvolvimento da Comunidade Negra; coordenação nacional da Campanha Contra o Genocídio da Juventude Negra/Bahia; conferências de igualdade racial, políticas para as mulheres e de juventude, tais como o Enjune – Encontro Nacional de Juventude Negra; pesquisa sobre violência letal e mapeamento de adolescentes e jovens que morrem em unidades de internamento; projeto Escola Plural, do Instituto Ceafro, coordenado por Nazaré Lima, Licia Barbosa, Valdecir Nascimento. Criou o Opará Saberes, para contribuir no ingresso de pessoas negras na pós-graduação em universidades públicas brasileiras.
Ela tirou o seu bacharelado em Serviço Social. E seu mestrado em Estudos Feministas (PPGNEIM/UFBA), onde pesquisou a interseccionalidade no Conjunto Penal Feminino de Salvador, e abordou a questão das mulheres no sistema prisional. No seu doutoramento em estudos de gênero, mulheres e feminismos, na Universidade Federal da Bahia (UFBA), Akotirene realiza um estudo comparativo entre as lógicas de racismo e sexismos institucionais nas prisões masculinas e prisões femininas, a partir do conceito da interseccionalidade. 
Em 2016, Akotirene foi referenciada pelo coletivo feminista Think Olga como uma das Mulheres Inspiradoras de 2016. A lista reuniu nomes de mais de 200 mulheres, grupos e coletivos cujas contribuições em 2016, segundo o coletivo, "merecem ser reconhecidas, valorizadas e incentivadas".
Em 2017, foi indicada por Djamila Ribeiro ao Trip Transformadores como uma das "sete mulheres de ação que nos ajudam a repensar a sociedade". Nesse mesmo ano, participou no evento "Diálogos Insubmissos de Mulheres Negras", em Salvador, Brasil, juntamente com outras mulheres negras convidadas para analisar a obra da escritora Conceição Evaristo.
Em setembro 2018, Akotirene lançou o seu primeiro livro autoral, "O que é Interseccionalidade?", através da Editora Letramento. A publicação faz parte coleção Feminismos Plurais, elaborada pela filósofa Djamila Ribeiro, e traz olhares e críticas ao conceito “Interseccionalidade”. No mesmo ano, apresentou a conversa Feminismos Plurais, na FLUPP, Feira Literária das Periferias, junto com Joice Berth, Juliana Borges e Silvio Almeida. A feira literária juntou mais de 80 autores de países como Inglaterra, Camarões, França, EUA, Senegal e Brasil.
Ainda em 2018, foi uma das especialistas convidadas pela ONU Mulheres para partilhar a sua visão como especialista negra sobre temas como violência contra as mulheres negras; racismo nas cidades; mídia; trabalho decente e crescimento econômico; entre outros; e formas de o Brasil atingir os Objetivos de Desenvolvimento Sustentável (ODS). O evento ocorreu de 23 a 27 de julho, por meio da ação digital #MulheresNegrasNosODS, desenvolvida pela ONU Mulheres Brasil em parceria com o Comitê Mulheres Negras Rumo a um Planeta 50-50 em 2030.
Em março de 2020, o participou da MITsp (Mostra Internacional de Teatro de São Paulo), realizada em parceria com o Itaú Cultural, na mesa Contradições no Debate da Cultura como bem comum, que contou também com as convidadas Daniele Small (RJ), Grazi Medrado (MG), Gyl Giffony (CE), Jaqueline Elesbão (BA) e Jé Oliveira (SP).
Também em 2020, a revista Vogue publicou uma lista de 10 obras fundamentais escritas por mulheres negras, na qual incluiu a obra "Interseccionalidade", de Akotirene. Do mesmo modo, Interseccionalidade foi incluída na revista Glamour, que recomendou 5 livros teóricos para entender a luta antirracista no Brasil. Desde junho 2020, Carla Akotirene é colunista da Revista Vogue Brasil.
Ela também foi uma das convidadas das Talks do Festival GRLS! do Canal GNT, dividindo a mesa de debate Cancelar e ser Cancelado com Linn da Quebrada, João Vicente e Pai Rodney.
Carla, que trabalhou como cordeira e segurança do tradicional bloco africano Ilê Aiyê na década de 1990, retornou em 2020 à casa do bloco, a Senzala do Barro Preto, onde foi homenageada especial em evento por sua luta pelos direitos das mulheres negras.
Akotirene é frequentemente apresentada como uma autora de referência no tema do feminismo, do combate à homofobia e ao racismo.

## Principais ideias
De acordo com Akotirene, a interseccionalidade é uma forma metodológica de se pensar como as mulheres são atravessadas por múltiplas diferenciações. No que se trata das mulheres negras, a interseccionalidade revela problemas além do racismo, como o machismo, o sexismo, entre outras formas onde as opressões se encontram.
"A interseccionalidade visa dar instrumentalidade teórico-metodológica à inseparabilidade estrutural do estrutural do racismo, capitalismo, e cisheteropatriarcado- produtores de avenidas identitárias em que mulheres negras são repetidas vezes atingidas pelo cruzamento e sobreposição de gênero, raça e classe, modernos aparatos coloniais" (AKOTIRENE, 2019, p.19).

## Reconhecimento
Em 2021, Carla Akotirene foi um das personalidades nomeadas pela lista Bantumen Powerlist 100, onde se encontram reunidas as "As 100 Personalidades Negras Mais Influentes da Lusofonia". 

## Obras
- 2018 - O que é interseccionalidade? - ISBN 9788598349695[13][27],
- 2020 - Ó pa í, prezada! Racismo e sexismo institucionais tomando bonde nas penitenciárias femininas - ISBN 9786550940034[28]

## Ligações Externas
- «Fernanda Gentil conversa com Carla Akotirene». Gshow
- «Pesquisadora Carla Akotirene fala sobre relação entre pessoas negras». Jornal da Manhã
- Vídeo TVE Bahia - Perfil & Opinião
- Vídeo TVE Bahia - Mulher com a Palavra | Djamila Ribeiro, Carla Akotirene, Joice Berth e Lívia Natália #Feminismos
- Vídeo Jornal da Manhã - Bahia - Pesquisadora Carla Akotirene fala sobre relação entre pessoas negras